# Martin Miklík
Martin Miklík (* 29. August 1972 in Nitra, Tschechoslowakei) ist ein ehemaliger slowakisch-deutscher Eishockeyspieler.

## Karriere
Martin Miklík begann seine Karriere als Eishockeyspieler beim HK Nitra, für den er von 1993 bis 1999 in der slowakischen Extraliga aktiv war. Die Saison 1999/2000 begann er beim HC Havířov, für die er allerdings nur ein Spiel in der tschechischen Extraliga bestritt, ehe er zu Podhale Nowy Targ in die polnische Ekstraliga wechselte. Die Mannschaft verließ er nach nur einer Spielzeit. Nach einer Saison beim ESC Dorfen in der Regionalliga kehrte der Rechtsschütze zum HK Nitra zurück, für den er eine weitere Spielzeit in der Extraliga verbrachte, ehe er sich im Sommer 2002 dem EV Ravensburg anschloss. Für Ravensburg stand er drei Jahre lang in der Oberliga auf dem Eis. Von 2005 bis 2013 spielte der Slowake für den ESC/MEC Halle 04.
Nach absolvierten Deutsch- und Integrationskursen sowie dem erfolgreichen Einbürgerungstest konnten im August 2009 alle erforderlichen Nachweise, Urkunden und Unterlagen für eine Einbürgerung eingereicht werden. Nach der Überprüfung aller Dokumente wurde Martin Miklík am 17. Dezember 2009 offiziell aus der slowakischen Staatsbürgerschaft entlassen und ist seither deutscher Staatsbürger.

## Erfolge und Auszeichnungen
- 2006 Topscorer und die meisten Tore der Meisterrunde Regionalliga Nord/Ost

## Karrierestatistik
(Legende zur Spielerstatistik: Sp oder GP = absolvierte Spiele; T oder G = erzielte Tore; V oder A = erzielte Assists; Pkt oder Pts = erzielte Scorerpunkte; SM oder PIM = erhaltene Strafminuten; +/− = Plus/Minus-Bilanz; PP = erzielte Überzahltore; SH = erzielte Unterzahltore; GW = erzielte Siegtore; 1 Play-downs/Relegation; Kursiv: Statistik nicht vollständig)